# Смішарики. Початок
«Смішарики. Початок» — повнометражний анімаційний фільм у форматі 3D, який є приквелом мультсеріалу «Смішарики», що вийшов 22 грудня 2011 року. Мультфільм був проведений групою компаній «Рікі», що включає в себе студію «Петербург», творця «Смішариків». Також участь в зйомках фільму брала студія «Базелевс». Зйомка фільму проводилася з 2007 по 2011 роки.

## Сюжет
Фільм починається до подій основного серіалу, в ромашковий долині (Піна і Копатовича тоді ще не було). Крош і Їжачок, ховаючи «скарби», випадково потрапляють в сипучі піски і провалюються під землю, де знаходять кістяк  динозавра в кріслі, а напроти нього - старий телевізор. Вони витягують телевізор на землю, де його лагодить Лосяш. Смішарики, дивлячись телевізор, бачать програму «Шоу Люсьєна», де супергерой Люсьєн бореться з лиходієм - доктором Калігарі, що мріє про світове панування. Думаючи, що це все відбувається насправді, Смішарики, за пропозицією Кар-Каровичача і Кроша, вирішують відправитися в місто, щоб допомогти Люсьєну і перешкодити лиходієві Калігарі захопити світ.
На наступний день вони споруджують пліт і спливають, залишивши Бараша, який вважає їх затію божевільною, для стеження за маяком. Однак він, сподіваючись напоумити інших смішариків, пливе за ними на колоді, залишивши маяк включеним. Вночі вони підбирають його на борт.
Несподівано мореплавці натрапляють на «Титанік», а незабаром починається шторм. Усі речі та телевізор, який Смішарики взяли із собою, змиває за борт хвиля від корабля. Пліт Смішаріков довго носить по хвилях, поки вони не знепритомніють.
Прокинувшись, вони виявляють, що їх принесло до Мегаполісу. Їх заарештовують як підозрілих особистостей. Смішарики вважають, що це агенти Калігарі, і вирішують відправити когось до Люсьєна, щоб він їх врятував. Жереб випадає Барашу. Несподівано Крош виявляє, що Їжачок залишився на плоті.
У цей час Їжачок прокидається. Він злазить з плоту, що тоне, і йде до міста, щоб знайти друзів. Запитавши сміття, куди вирушають приїжджі, він отримує відповідь, що в музей. Їжачок йде до нього, але бачить, що він зачинений, і лягає спати на ганку. Тут його знаходить сторож Пін і залишає жити у своїй комірчині. Наступного дня Смішариків ведуть до лікарні на аналізи. Бараш хитромудро втікає. У місті він шукає Люсьєна, потрапляючи на телестудію, де йдуть зйомки "Шоу Люсьєна". Виявляється, що головну роль відіграє Копатич. Пізніше він відмовляється від подальших зйомок, а режисер Носор за контрактом забирає в нього майно за борги та зрив проекту, а на його роль ставить пса, який потрапив на студію заради грошей. Носор перейменовує програму на «Шоу Жюльєна» та знімає рекламу шампуню «Жюльєн» з новим героєм. Бараш намагається заступитися за Копатича, але нічого не виходить. Засмучений Копатич, не вслухаючись у те, про що йому говорить Бараш, підписує папери, що засвідчують те, що Смішарики приїхали до нього, і йде. А всі переслідують його за п'ятами, не розуміючи, що Люсьєн — вигаданий персонаж.
Тієї ночі музей грабують двоє бандитів, обманюючи Їжачка, який вирішив, що вони відвозять експонати на реставрацію. Коли приїжджає поліція, у пограбуванні звинувачують Їжачка та Піна. Їх садять у в'язницю. Бос Носор вирішує спробувати Бараша як провідний прогноз погоди. Бараш випадково включає камеру, яка записує замість «Шоу Жюльєна» бандитів, що крадуться по студії. Він дзвонить Нюше, щоб вона увімкнула телевізор і побачила, що він виступає. Смішарики виявляють, що Їжачок сидить у в'язниці, і просять Копатича, щоб той урятував його. Бараш, зрозумівши, що Копатич просто актор, пояснює це іншим. Ті відстають та віддаляються.
Смішарики вирішують самі звільнити Їжачка. Копатич знаходить героїв і пропонує придумати план. Він йде до актора Гусена, який грав Калігарі, який вигадав сотні планів. Він за старою дружбою складає план операції з порятунку Їжачка. Смішарики проникають у в'язницю, одягнувши маски супергероїв, незважаючи на наказ Гусена одягнути чорний одяг, і звільняють Їжачка. Однак той не хоче йти без Піна. Не без допомоги Копатича Смішарики звільняють Піна та їдуть на дах, коли приїжджає поліція. Однак у будинок потрапляє блискавка, після чого ліфт зупиняється.
На кіностудії готують до показу першу серію шоу. На відтворення ставлять касету, яку затер Бараш. Замість шоу показуються бандити, які прийшли з награбованими експонатами до свого ватажка Носора. Виявляється, що він використав шоу для відволікання уваги, допоки спільники грабували місто.
Дирижабль здійснює жорстку посадку. Всі Смішарики залишаються живими, але одержують каліцтва — Копатич тимчасово не може ходити, інші Смішарики щось ламають. Бараш, який намагався освідчитися Нюші в коханні, репетирує зізнання поряд з нею, думаючи, що вона не чує. Через деякий час Смішарики роблять сюрприз Копатичу — будують будинок, про який він мріяв. Від здивування він може ходити, а Нюша чути. А всі Смішарики допомагають Копатичу дійти до його будинку. Після цього вони вирішують зробити фото на пам'ять.
Сцена після титрів: Азіат, який працює таксистом, дивиться телевізор, де в новинах показують тих самих грабіжників, яких садять у машину. Після цього таксист, після кількох слів азіатською, натискає кнопку пульта, і екран гасне.

## Творці
- Режисер: Денис Чернов
- Автор сценарію: Олексій Лебедєв
- Композитори: Марина Ланда, Сергій Васільєв
- Продюсери: Ілля Попов, Анатолій Прохоров, Тимур Бекмамбетов
- Художник-постановник: Ольга Овіннікова
- Художник концептуальних ескізів: Олексій Страхов
- Автори персонажів: Анатолій Смирнов, Денис Чернов, Салават Шайхінуров

## Саундтрек
- Автори пісень: Сергій Васільєв, Марина Ланда
- Автор тексту: Сергей Васильев
- Музику виконує The City of Prague Philharmonic Orchestra

Запис пісень зроблено на студії звуку СКА «Петербург».
| #   | Назва                              | Виконавець                                      | Тривалість |
| --- | ---------------------------------- | ----------------------------------------------- | ---------- |
| 1.  | «Тема будинку»                     |                                                 | 3:05       |
| 2.  | «Шоу Люсьєна (Синя маска Люсьєна)» | Юрій Охочинський                                | 1:15       |
| 3.  | «Мы припливли»                     | Сергій Мардарь                                  | 1:53       |
| 4.  | «Ниточка»                          | Сергій Васільєв                                 | 2:35       |
| 5.  | «Море»                             |                                                 | 1:54       |
| 6.  | «Дякую тобі, перехожий!»           | Микола Фоменко                                  | 2:35       |
| 7.  | «О, Нюша»                          | Юрий Охочинський                                | 1:02       |
| 8.  | «Поліція»                          |                                                 | 0:51       |
| 9.  | «Калігарі»                         |                                                 | 1:24       |
| 10. | «Все добре!»                       | Едуард Хіль                                     | 2:31       |
| 11. | «Тема Піна»                        |                                                 | 1:32       |
| 12. | «Гонитва за дирижаблем»            |                                                 | 2:13       |
| 13. | «Французька пісенька»              | Марина Ланда                                    | 1:15       |
| 14. | «Герой»                            | Біллі Новик                                     | 4:04       |
| 15. | «Їжачок»                           |                                                 | 0:45       |
| 16. | «Тема Люсьєна»                     |                                                 | 1:50       |
| 17. | «Малинка»                          |                                                 | 1:17       |
| 18. | «Від гвинта!»                      | Антон Виноградов, Денис Чернов, Сергій Васільєв | 3:20       |

- Бек-вокал: Марина Ланда, Сергій Васільєв

## Прокат
У світовий кінопрокат фільм вийшов під назвою «Kikoriki Team Invincible».
1 квітня 2012 року мультфільм вперше транслювався на Першому каналі. 18 травня 2012 року мультфільм був випущений у прокат компанією Columbia Pictures у США. Прем'єра на СТС відбулася 1 вересня 2012 року. З 1 червня 2013 року мультфільм транслювався на СТС. 10 грудня 2016 мультфільм показали на телеканалі РЕН ТВ.

## Нагороди
- 2012 — XXI Міжнародний кінофорум духовно-морального кіно «Золотий Витязь»: Гран-прі за повнометражний анімаційний фільм – «Смішарики. Початок», реж. Денис Чернов.

## Віддалені сцени
У 2021 році в результаті зливу з приватного розділу Форуму Світу Смішариків доступного для заслужених користувачів форуму в мережу вибігли сцени, які були видалені на різних стадіях виробництва фільму. Деякі віддалені сцени були також доступні у фільмі «Смішарики. Початок», який додавався як бонус при виході фільму на DVD та Blu-ray у 2012 році.